# Línea 412 (Interurbanos Madrid)

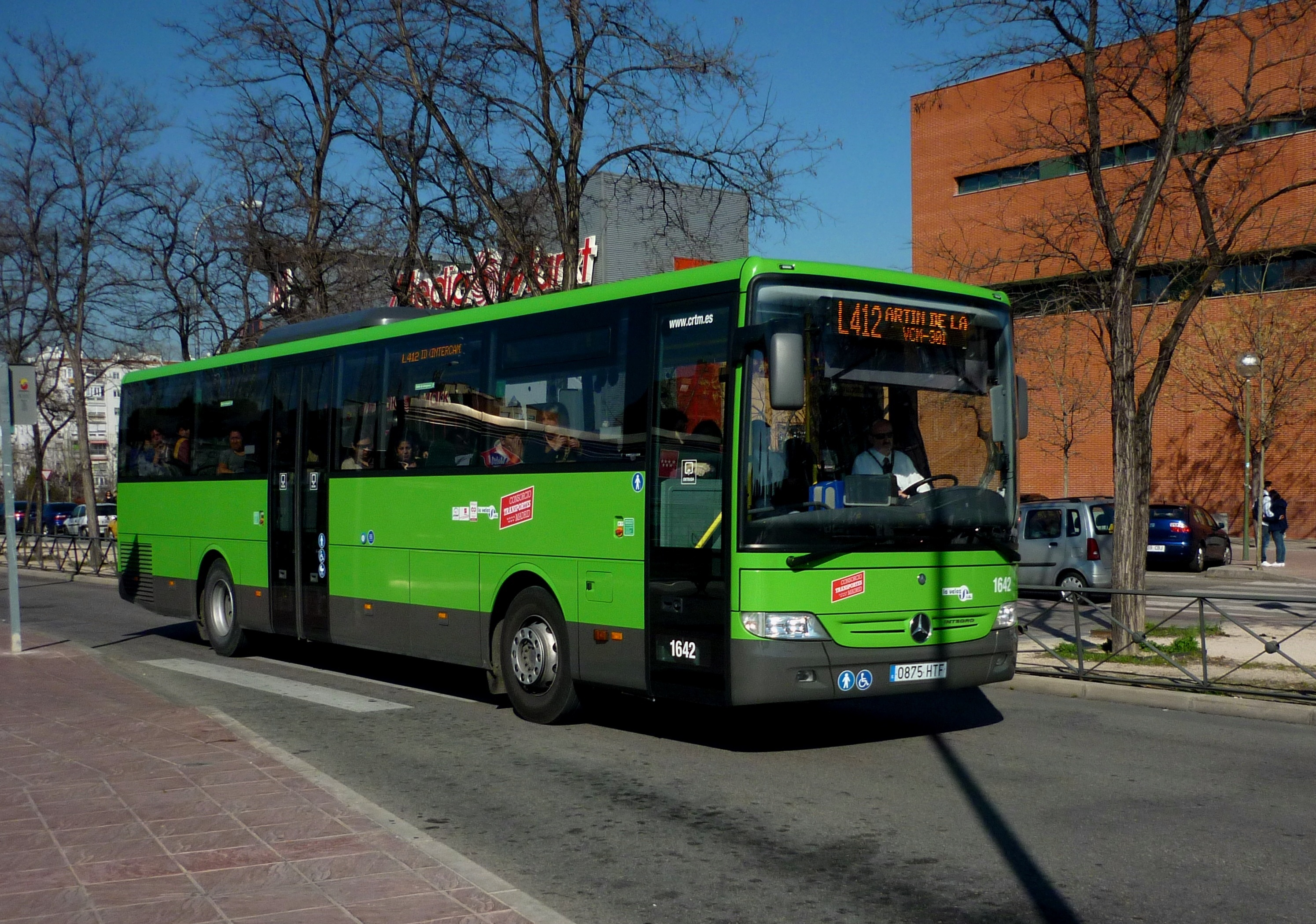

La línea 412 de la red de autobuses interurbanos de Madrid, une el intercambiador multimodal de Villaverde Bajo-Cruce con San Martín de la Vega. Dentro de San Martín de la Vega, algunos servicios efectúan parada o finalizan su trayecto en el Parque Warner (denominado oficialmente por los horarios del CRTM como "Parque de Ocio"). Esta línea está operada por la empresa La Veloz, S. A. mediante concesión administrativa del Consorcio Regional de Transportes de Madrid.

## Recorrido

### Dirección San Martín de la Vega
| Parada                                           | Ubicación                           | Parada común con: | Enlaces               | Municipio             | Zona |
| ------------------------------------------------ | ----------------------------------- | ----------------- | --------------------- | --------------------- | ---- |
| AVENIDA DE ANDALUCÍA-VILLAVERDE BAJO CRUCE       | Santa Petronila, 9                  | 414 415 427 432   | Villaverde Bajo Cruce | Madrid                |      |
| PINTO-GUARDIA CIVIL                              | Carretera M-841, 10                 | 414               |                       | Pinto                 |      |
| CARRETERA M841-POLÍGONO AIMAYR                   | Carretera de Pinto                  | 414               |                       | San Martín de la Vega |      |
| AVENIDA DOCTOR MANUEL JARABO-VILLAMONTAÑA        | Avenida Doctor Manuel Jarabo, 95    | 410 413 416       |                       | San Martín de la Vega |      |
| SAN CRISTÓBAL-URBANIZACIÓN CIUDAD DE SEVILLA     | San Cristóbal, 71                   | 410 413 416       |                       | San Martín de la Vega |      |
| SANTA MÓNICA-URBANIZACIÓN SANTA ELENA            | Santa Mónica, 3                     | 410 413 416       |                       | San Martín de la Vega |      |
| AVENIDA DOCTOR MANUEL JARABO-LA CAÑADA           | Avenida Doctor Manuel Jarabo, 59    | 410 413 416       |                       | San Martín de la Vega |      |
| AVENIDA DOCTOR MANUEL JARABO-PARQUE V CENTENARIO | Avenida Doctor Manuel Jarabo, 70    | 410 413 416       |                       | San Martín de la Vega |      |
| PLAZA MIGUEL DE UNAMUNO-LA CRISTALERA            | Plaza de Miguel de Unamuno, 12      | 410 413 416       |                       | San Martín de la Vega |      |
| AVENIDA ALCALDE ANTONIO CHAPADO-SAN ISIDRO       | Avenida Alcalde Antonio Chapado, 8  | 410 413 415 416 1 |                       | San Martín de la Vega |      |
| AVENIDA ALCALDE ANTONIO CHAPADO-EL QUIÑÓN        | Avenida Alcalde Antonio Chapado, 46 | 415 416           |                       | San Martín de la Vega |      |

### Dirección Villaverde Bajo-Cruce
| Parada                                                   | Ubicación                           | Parada común con:   | Enlaces               | Municipio             | Zona |
| -------------------------------------------------------- | ----------------------------------- | ------------------- | --------------------- | --------------------- | ---- |
| AVENIDA ALCALDE ANTONIO CHAPADO-EL QUIÑÓN                | Avenida Alcalde Antonio Chapado, 46 | 415 416             |                       | San Martín de la Vega |      |
| PLAZA DE CERVANTES-ALCALDE ANTONIO CHAPADO               | Plaza de Cervantes, 5               | 410 413 415 416     |                       | San Martín de la Vega |      |
| PLAZA MIGUEL DE UNAMUNO-LA CRISTALERA                    | Plaza Miguel de Unamuno, 12         | 410 413 416         |                       | San Martín de la Vega |      |
| AVENIDA DOCTOR MANUEL JARABO-FRAY BARTOLOMÉ DE LAS CASAS | Avenida Doctor Manuel Jarabo, 72    | 410 413 416 1       |                       | San Martín de la Vega |      |
| AVENIDA DOCTOR MANUEL JARABO-LA CAÑADA                   | Avenida Doctor Manuel Jarabo, 59    | 410 413 416 1       |                       | San Martín de la Vega |      |
| SANTA MÓNICA-URBANIZACIÓN SANTA ELENA                    | Santa Mónica, 3                     | 410 413 416 1       |                       | San Martín de la Vega |      |
| SAN CRISTÓBAL-URBANIZACIÓN SANTA ELENA                   | San Cristóbal, 121                  | 410 413 416 1       |                       | San Martín de la Vega |      |
| AVENIDA DOCTOR MANUEL JARABO-VILLAMONTAÑA                | Avenida Doctor Manuel Jarabo, 92    | 410 413 416         |                       | San Martín de la Vega |      |
| CARRETERA M841-POLÍGONO AIMAYR                           | Carretera de Pinto                  | 414                 |                       | San Martín de la Vega |      |
| PINTO-GUARDIA CIVIL                                      | Carretera M-841, 10                 | 414                 |                       | Pinto                 |      |
| AVENIDA DE ANDALUCÍA-VILLAVERDE BAJO CRUCE               | Santa Petronila, 9                  | 411 414 415 427 432 | Villaverde Bajo Cruce | Madrid                |      |